# ストラダヌス
イタリアでストラダヌス(Stradanus)やジョヴァンニ・ストラダーノ(Giovanni Stradano)として知られる、ヤン・ファン・デル・ストラート（Jan Van der Straet、1523年 - 1605年11月2日）はフランドル出身でイタリアで主に働いた画家である。トスカーナ大公のもとでフィレンツェなどで働き、タペストリーのデザイナーとしても働いた。

## 略歴
現在のベルギー北西部の港町ブルッヘで生まれた。父親やブルッヘの画家の工房で学んだ後、1537年からアントウェルペンでピーテル・アールツェンの弟子になり、1545年にアントウェルペンの聖ルカ組合に入会が認められた。
1550年から、各地を旅して仕事をするようになり、リヨンで働いた後、ヴェネツィアに移り、フィレンツェでトスカーナ大公、コジモ1世の宮廷に雇われ、ジョルジョ・ヴァザーリ(1511-1574)らの美術家と働いた。1550年から1553年の間は主にタペストリーのデザイナーとして働いた。ローマで、フランチェスコ・サルヴィアーティの助手としてバチカン近くの別邸(Vatican Belvedere)の装飾画も描いた。
フィレンツェに戻った後、トスカーナ大公を継いだフランチェスコ1世・デ・メディチが作らせたヴェッキオ宮殿の「フランチェスコ1世の仕事部屋(Studiolo of Francesco I)」の装飾画を描いた一人となり、ポッジョ・ア・カイアーノの邸の装飾画も描いた。
ストラダヌスのタペストリーのデザインや絵画は版画にされて出版された。有名な版画にはアメリゴ・ヴェスプッチのアメリカ発見な16世紀のど新しい知見を描いた20点の版画からなる「新発見（Nova Reperta）」という版画集があり、アメリカで注目された。
弟子にはアントニオ・テンペスタがいる。

## 作品

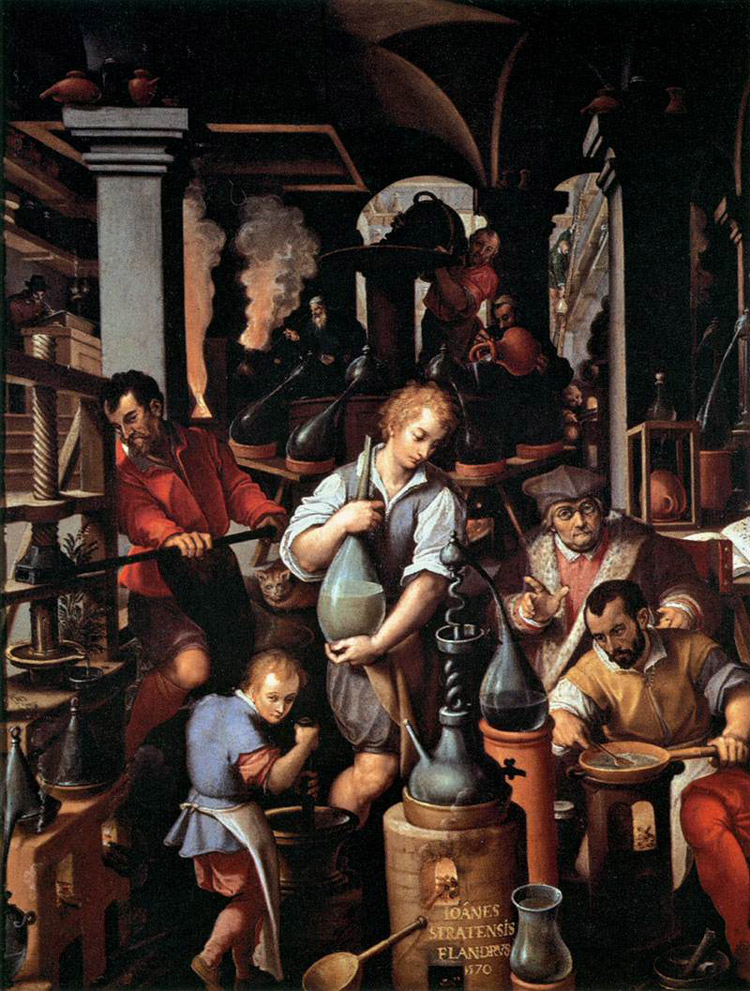
錬金術の実験をするフランチェスコ1世 ヴェッキオ宮殿
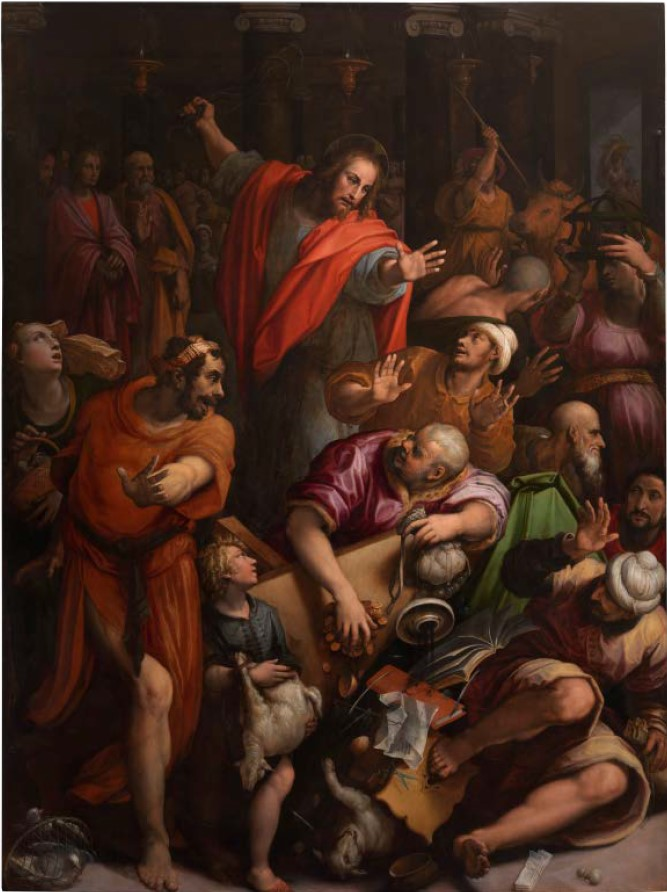
キリストの神殿の清め
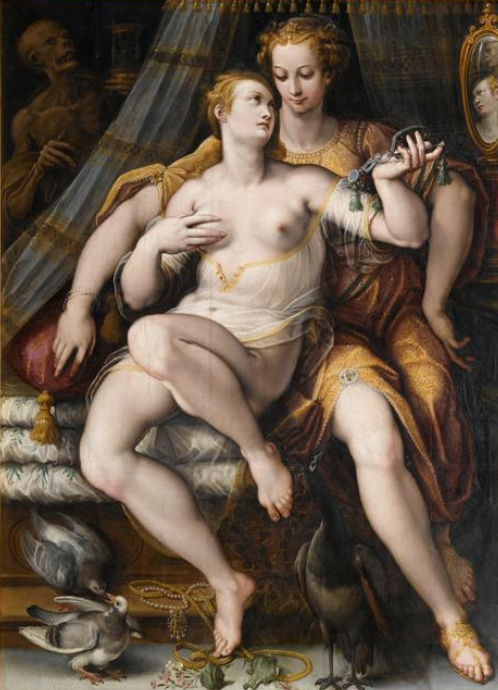
虚栄心、謙虚さ、そして死 ルーブル美術館蔵
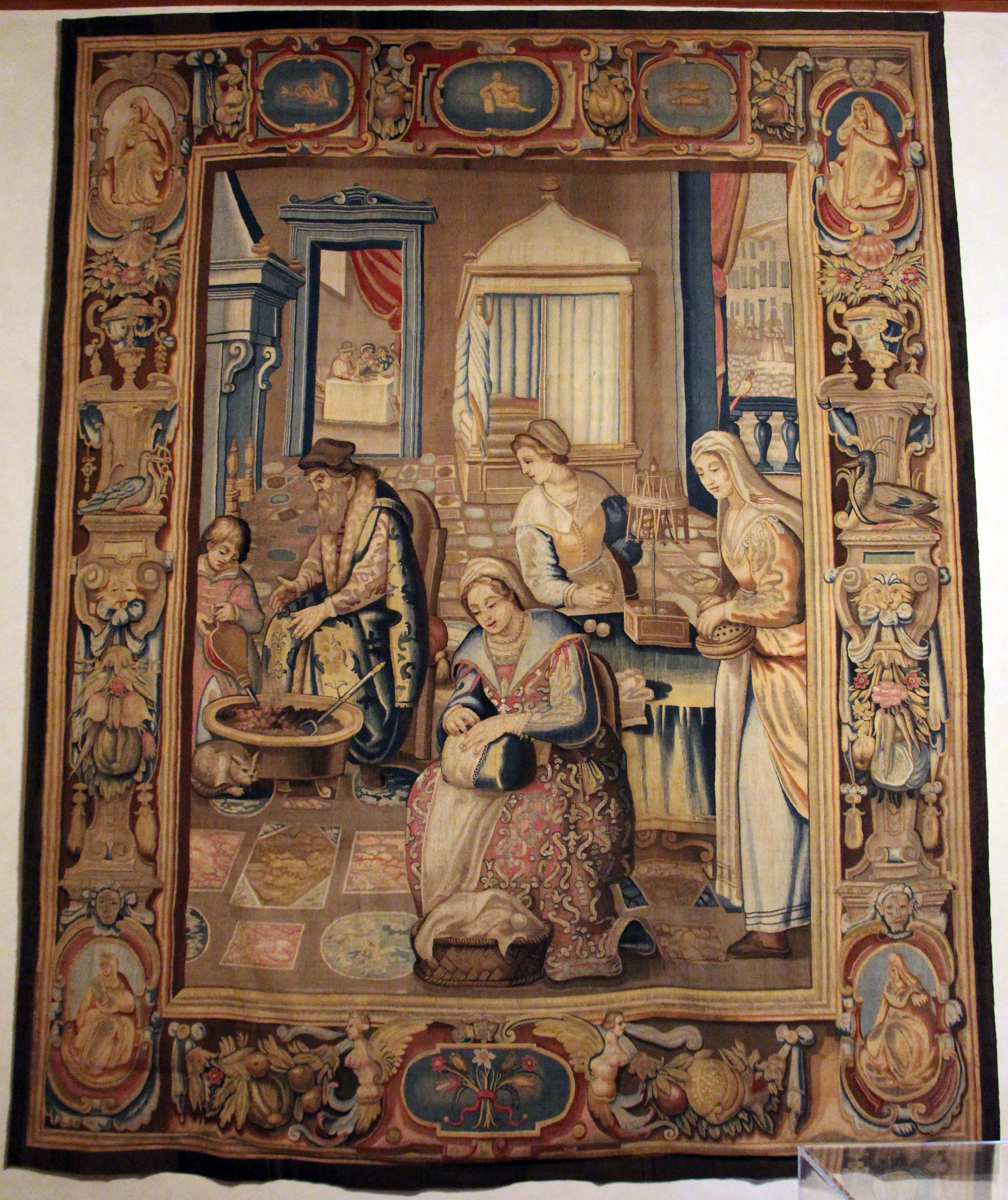
ストラダヌスのデザインによるタペストリー

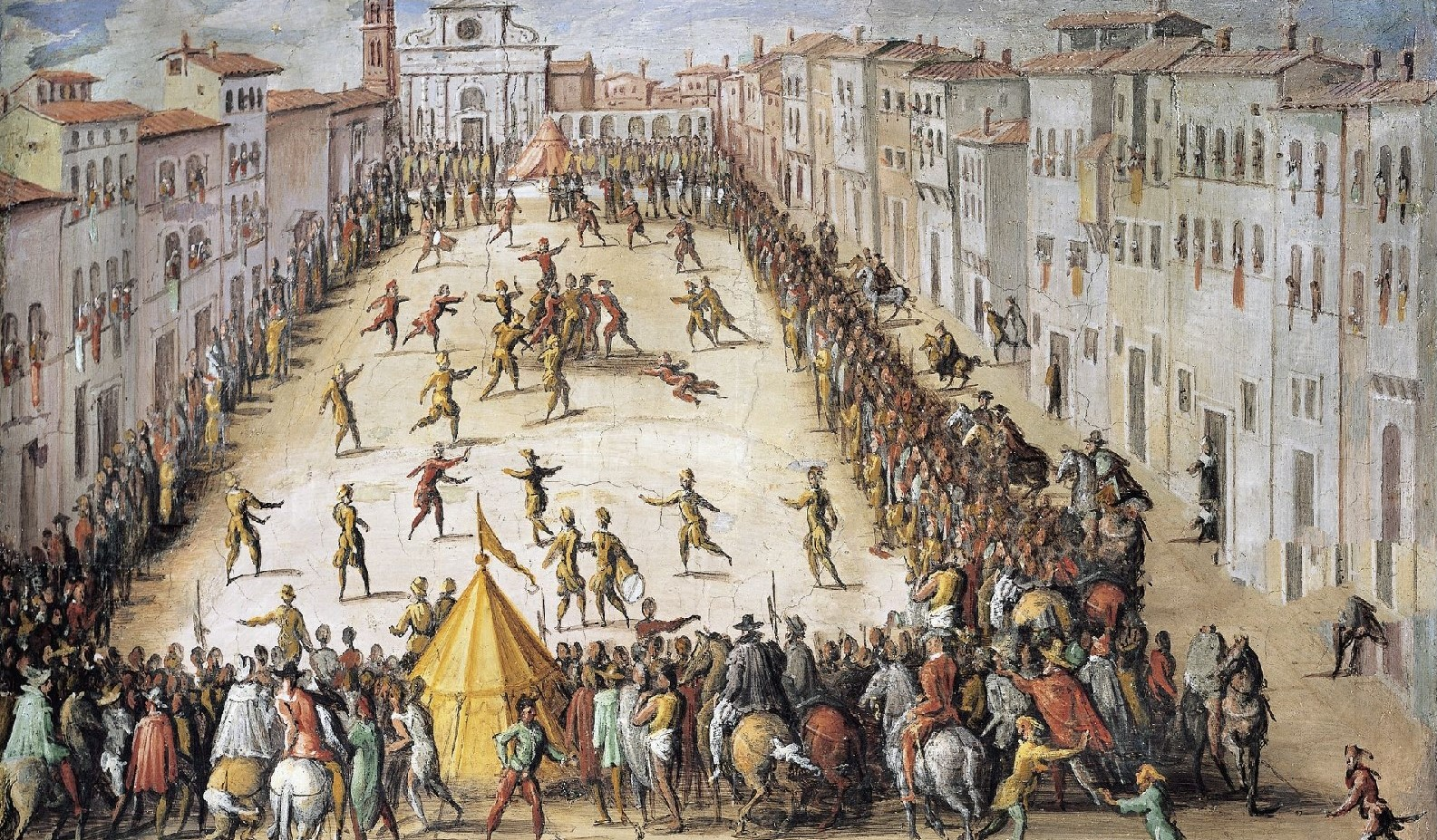
フットボールの試合 Piazza Santa Maria Novella
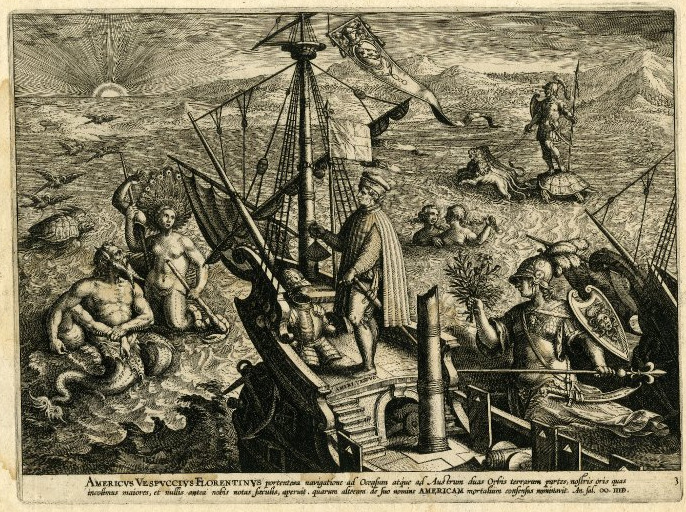
アメリゴ・ヴェスプッチのアメリカ発見の寓意画 ストラダヌスの原画によるAdriaen Collaertの版画
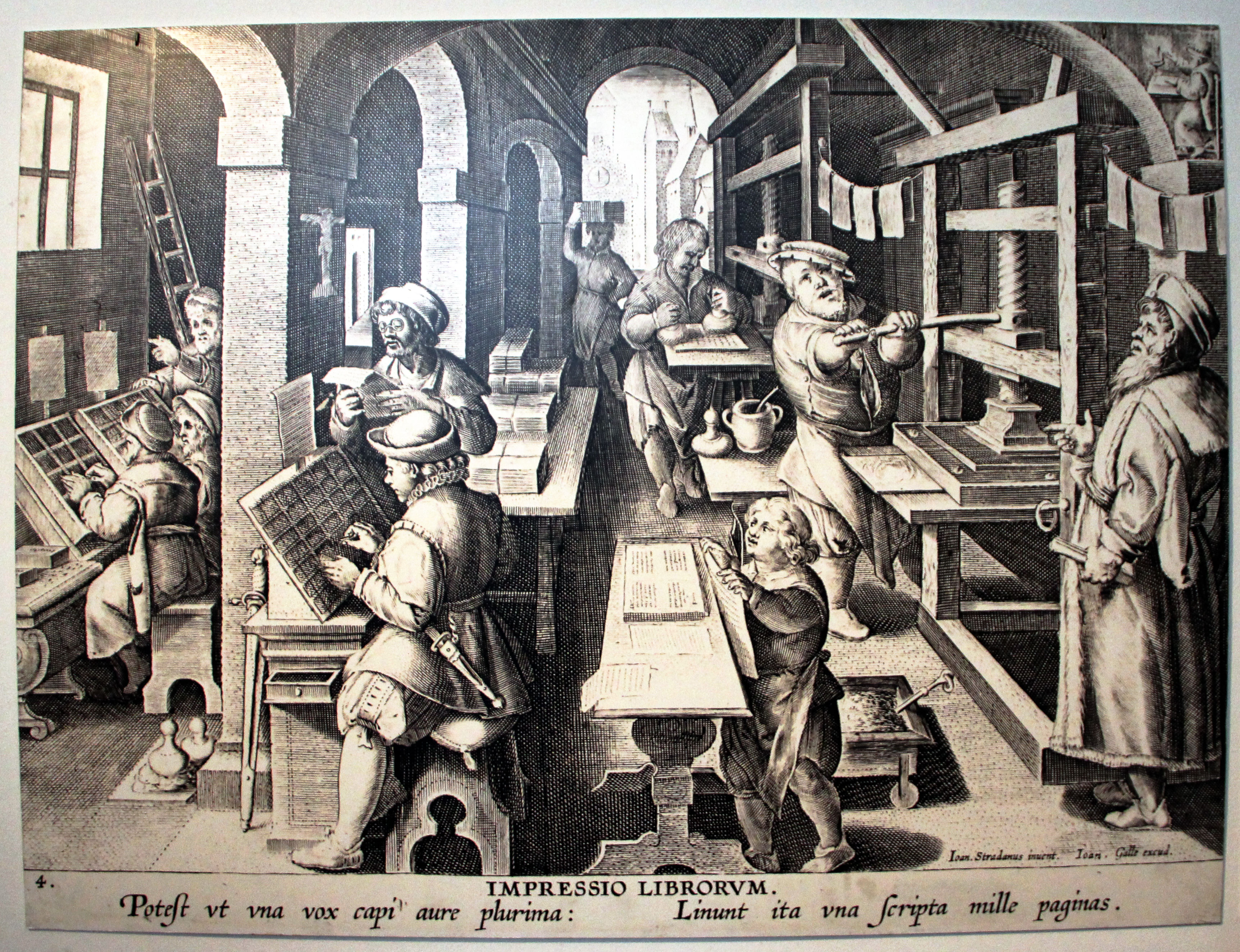
活版印刷の工房 「新発見（Nova Reperta）」の版画